# Río Ocamo
Pour les articles homonymes, voir Ocamo.
Le río Ocamo est un cours d'eau de l'Amazonie vénézuélienne d'une longueur de 238 kilomètres. Situé dans l'État d'Amazonas, il se jette à proximité de la localité de Santa María de Los Guaicas en rive droite de l'Orénoque dont il est l'un des principaux affluents. Ses principaux affluents sont les ríos Putaco, Jenita et Iyagüey. Il prend sa source dans le massif de la sierra Parima situé sur la frontière avec le Brésil et traverse les localités de Guabutagüey-teri, Yesigüey-teri et Santa María de Los Guaicas où il conflue avec l'Orénoque. Il est peuplé principalement par l'ethnie indienne Yanomami et est mentionné dans l'ouvrage Voyage aux régions equinoxiales du Nouveau Continent de l'explorateur allemand Alexander von Humboldt (1769-1859).